# Algemene begraafplaats van Westkapelle
De Algemene begraafplaats van Westkapelle is een gemeentelijke begraafplaats in het Nederlandse dorp Westkapelle, gemeente Veere in de provincie Zeeland. De begraafplaats ligt aan de Kerkeweg op 500 m ten oosten van het dorpscentrum (Markt). Ze heeft een onregelmatige vorm met een oppervlakte van 5.400 m². Aan de straatzijde wordt ze afgesloten door een bakstenen muur en aan de ander zijden door een haag en heesters. Een tweedelig houten hek geeft toegang tot de begraafplaats dat is ingericht rond de voormalige toren van de Sint-Willibrorduskerk die nu dienst doet als vuurtoren.
Achter de toren staat een herdenkingskruis ter nagedachtenis aan de slachtoffers van de geallieerde bombardementen van oktober en november 1944. Rond dit kruis liggen in een halve cirkel 134 graven met de slachtoffers van deze bombardementen. Er staat ook een herdenkingssteen met de namen van 16 vermisten. 

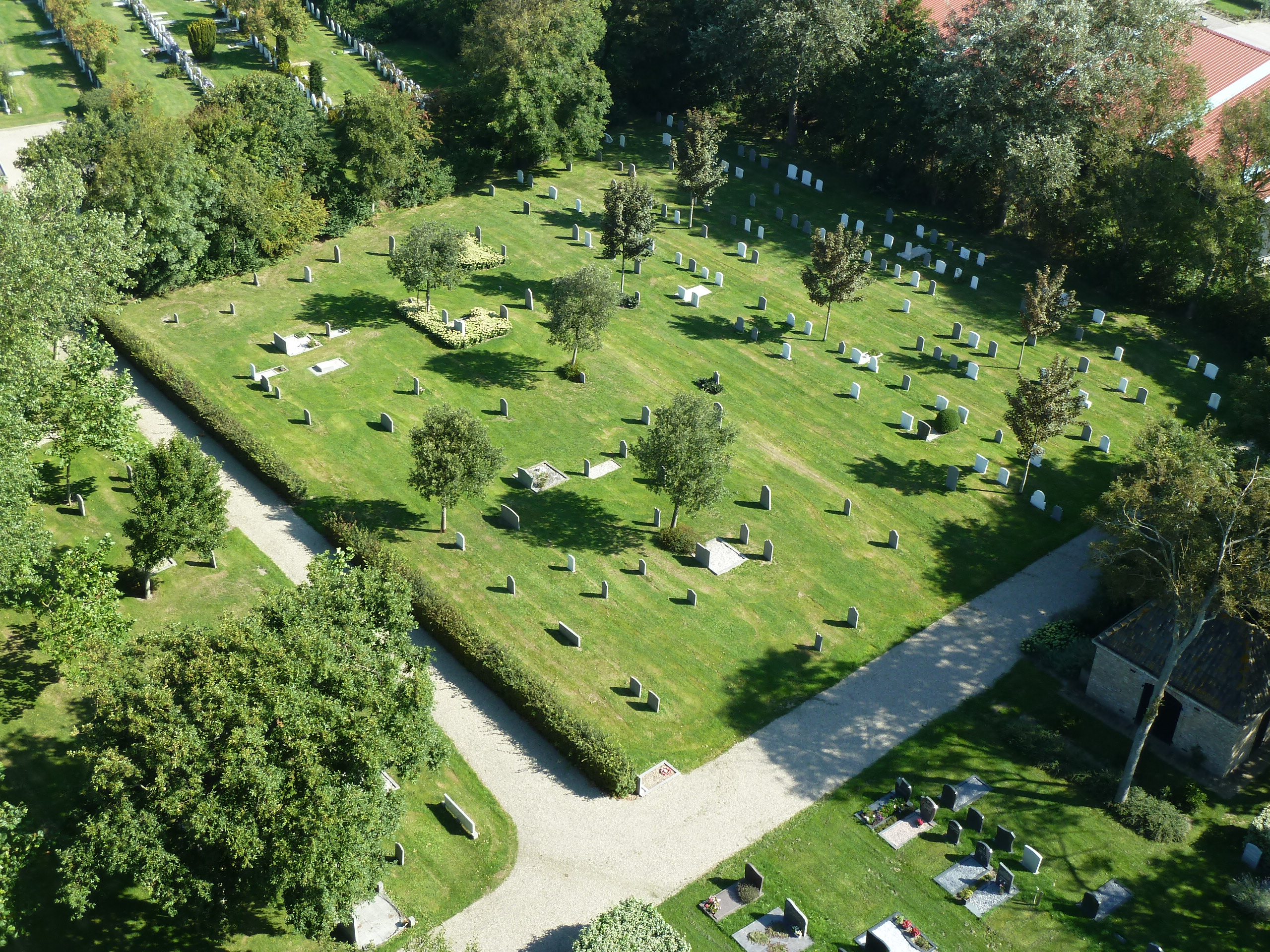
Begraafplaats als gezien vanaf de toren
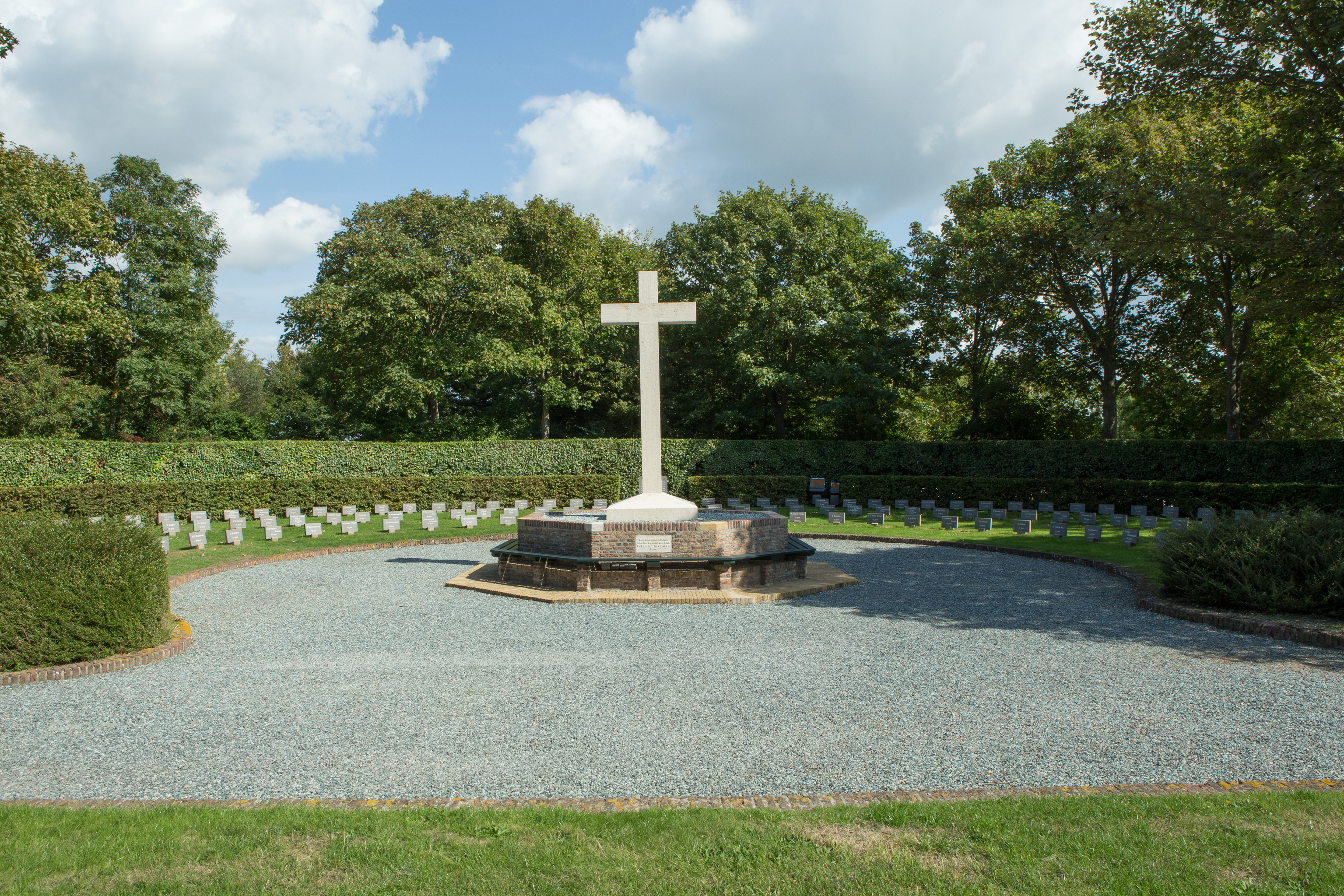
Herdenkingskruis en graven van de slachtoffers van de Bombardementen op Westkapelle

## Brits militair graf
Links van de toren ligt tussen de burgerlijke graven het graf van een niet geïdentificeerde Britse militair die sneuvelde op 6 november 1940. Zijn graf wordt onderhouden door de Commonwealth War Graves Commission en is daar geregistreerd onder Westkapelle General Cemetery.